# Kate Higgins
Kate Higgins (Charlottesville, 16 agosto 1969) è una doppiatrice, cantante e pianista statunitense.
Ha dato voce a molti personaggi, tra i quali Talho Yuki in Eureka Seven, Sakura Haruno in Naruto e Naruto: Shippuden, C.C. in Code Geass, Retsu Unohana in Bleach, Saber in Fate/stay night, Megumi in Zatch Bell! e Ami Mizuno in Sailor Moon Crystal.